# Microlepidogaster dimorpha
Microlepidogaster dimorpha är en fiskart som beskrevs av De Oliveira Martins och Francisco Langeani 2011. Microlepidogaster dimorpha ingår i släktet Microlepidogaster och familjen Loricariidae. Inga underarter finns listade i Catalogue of Life.